# Partido Bremense de la Integración de Alemania
El Partido Bremense de la Integración de Alemania (en alemán: Bremische Integrations-Partei Deutschlands, BIP) fue un partido político en el estado federado alemán de Bremen. Su principal tema era la integración de los inmigrantes turcos en la sociedad alemana.
En septiembre de 2011, el presidente y el vicepresidente del partido se unieron a la CDU Bremen. Desde entonces, el partido no continuó sus actividades.

## Elecciones
El partido participó en las elecciones estatales de Bremen de 2011. El partido llegó a un resultado del 0,3% en la elección estatal.

## Programa
El partido quería más inmigrantes en ocupaciones que requieren una buena educación, especialmente en la actividad policíaca.
Los conocimientos lingüísticos eran vistos como clave para una integración exitosa. En este sentido, el partido apoyaba a los cursos de idiomas.